# Rotrude (fille de Charlemagne)
Pour les articles homonymes, voir Rotrude.
Rotrude, aussi appelée Hrotrudis, Chrotrudis ou Rotrudis (v.775-† 6 juin 810), est une princesse carolingienne, fille de Charlemagne et de Hildegarde. 
À Pâques 781, elle est promise à Constantin VI, empereur byzantin, à la suite d'une ambassade de sa mère l'impératrice Irène, et prend le nom grec d'Erythréa. Frater Lucius lui enseigne le grec. Les fiançailles sont rompues fin 787.
Pour des raisons politiques, Charlemagne refuse de marier ses filles à des nobles de son royaume, mais cela n’empêche pas Rotrude de devenir la maîtresse du comte Rorgon Ier du Maine. 
De cette liaison illégitime naît un fils Louis (v. 800 -† 867), qui devient abbé de Saint-Denis et chancelier de Charles le Chauve.
Il est possible qu'elle ait eu de cette liaison une fille, qui pourrait se nommer Adaltrude, mariée à Gérard, comte d'Auvergne et mère de Ramnulf Ier, comte de Poitiers (v.815 † 866).
Elle laisse à sa mort une réputation de lettrée.